# 관현악단

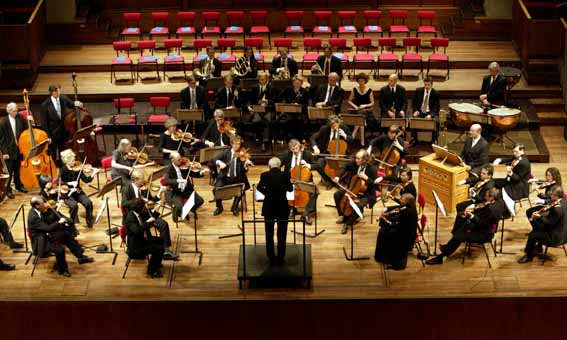
관현악단의 악기 배열 구성

관현악단(管絃樂團) 또는 오케스트라(orchestra)는 관현악곡을 연주하는 단체이다. 영어 ‘orchestra’는 고대 그리스의 연극 무대에서 쓰이던 낱말로서 연극장 앞의 "춤추는 마당"이라는 뜻을 갖고 있었으나, 오늘날 서양 고전음악에서 기악을 위한 앙상블이라는 특별한 뜻으로 쓰이고 있으며, 흔히 이와 같은 음악을 전문적으로 연주하는 음악 단체의 끝에 붙여 쓰이기도 한다. 대표적인 예로 교향악단(심포니 오케스트라)과 필하모닉 오케스트라를 들 수 있다.

## 오케스트라의 악기 구성
- 현악기: 제1바이올린 (12~16), 제2바이올린 (10~14), 비올라 (8~12), 첼로 (6~10), 콘트라베이스 (6~10), 하프
- 목관악기: 피콜로, 플루트 (2), 오보에 (2), 잉글리시 호른, 클라리넷 (2), 베이스 클라리넷, 바순 (2), 콘트라바순
- 금관악기: 호른 (4), 트럼펫 (3), 트럼본 (3), 튜바
- 타악기: 팀파니, 큰북, 작은북, 트라이앵글, 탬버린, 심벌즈, 탐탐, 실로폰, 글로켄슈필 등
- 건반악기: 피아노, 오르간, 첼레스타, 하프시코드 등

## 역사
'오케스트라(ορχήστρα)'라는 말은 본래 고대 그리스 합창단이 노래하고 춤추던 장소를 뜻하였다. 이 낱말은 17세기 말에 다시 부활하여 18세기 초 프랑스에서는 연주자를 의미하게 되었다.
현대 관현악단 기원은 16세기로 거슬러 올라가 귀족 가정에 고용된 합주단과 왕실의 결혼식과 장례식 같은 중요한 행사를 위해 모인 기악 연주자에서 비롯되었다. 17세기 당시 오케스트라의 구성은 지역에 따라 다양하였다. 예를 들면 이탈리아, 프랑스, 영국에서는 현악기 연주를 선호하였고, 독일 궁정에서는 금관 합주를 선호하였다.

### 바로크 시대
17세기의 기악 음악은 관현악단과 작곡가를 고용할 수 있는 재력있는 대귀족과 왕실만이 누릴 수 있는 특권이었으며, 작곡가들이 돈을 버는 유일한 수단은 교회 고위 성직자나 부유한 귀족 후원자에 고용되는 것이었다. 오늘날과 같은 관현악단의 초기 사례로 1607년 클라우디오 몬테베르디의 경우를 들 수 있다. 이탈리아에서 가장 부유했던 만토바 공작이 고용한 몬테베르디는 공작의 후원으로 자신의 오페라 '오르페오'에서 현악기, 플루트, 코르넷, 트롬본 등 악단을 40명으로 편성하였다. 베네치아의 성 마르코 성당 악단 등 이탈리아 북부의 여러 악단에서는 이전의 악기 편성과는 다른 방식으로 목관 악기와 금관 악기 편성을 도입하였다.
루이 13세의 궁정에는 한때 25명이기도 했던 '24 바이올린'(왕을 위한 24명의 바이올린 연주자)이라는 악단이 창설되어 음악을 연주하였다. 이 악단은 무용 음악의 연주 양식을 확립했을 뿐 아니라, 프랑스에서 가장 뛰어난 연주자들에게 좋은 배움의 기회였다. 장바티스트 륄리는 루이 14세의 '기악 작곡가'로 임명되었을 때 '젊은 바이올린 연주자들'이라는 자신의 악단을 만들었다. 이 악단은 전원이 최초로 단복을 입고 활을 같은 방향으로 움직여 호평을 받았으며, 곧 유럽 여러 나라의 모델이 되었다.

### 고전파 시대
18세기 후반에는 전문 연주자들이 막대한 재산을 소유하기 시작하였고, 볼프강 아마데우스 모차르트나 루트비히 판 베토벤처럼 궁정이나 교회에 귀속되지 않고 독립하여 생활하는 작곡가도 나타났다.
모차르트 초기 교향곡을 보면 악기 편성이 현악기, 오보에 두 대, 호른 두 대에 불과하다. 그러나 1782년 궁정이나 교회에서 독립하여 자신의 이상이라고 할만한 관현악곡을 쓰게 되었는데, 여기에는 플루트, 클라리넷, 바순, 트럼펫, 팀파니도 편성에 들어갔다. 근대 교향악단의 핵심을 이룬 사람은 요제프 하이든과 베토벤이었으며, 1800년에는 관현악단의 단원은 평균 40명 정도로 구성되었다.
최초의 '근대' 교향악단 가운데 하나가 독일 만하임에 있는 칼 테오도어 공작의 궁정에서 1742년에 요한 슈타미츠가 창설하였다. 만하임 관현악단은 50명의 명연주자로 이루어졌는데, 이들은 당시 유럽에서 최대 규모였다. 단원들은 긴 '크레센도'가 시작될 때 청중들을 위하여 순서대로 자신의 자리에서 일어났다.

### 낭만주의 시대
1850년대까지 관현악단의 규모는 점차 커져 1880년에는 단원이 100명이 넘는 경우도 드물지 않았다. 작곡가들은 관현악단의 내적 균형이 중요하다는 것을 점차 자각하면서 관현악단을 몇 개의 개별 집단으로 보지 않고 동질의 집합체로 보게 되었다.
낭만주의 시대의 음악가 리하르트 바그너는 이전의 작곡가와 달리 당시 관현악단의 악기만으로 작곡하는 데 만족하지 못하였다. 그는 기존의 관현악 악기 뿐 아니라, 베이스 트럼펫과 '니벨룽의 반지'에서 연주되는 바그너 튜바와 같은 새로운 악기를 만들었다. 베를리오즈도 그러한 야심찬 작곡가로서 '레퀴엠'에서 팀파니 16대를 쓸 것을 요구하였다. 말러는 거대한 규모의 곡을 작곡하였는데, 그의 교향곡 8번은 350명의 어린이 합창단 뿐 아니라, 500명의 합창단과 7명의 독창자와 증원된 관현악단을 위한 작품으로, '천인 교향곡'으로 불리기도 한다. 1872년 6월 17일 미국 매사추세츠주 보스턴에서 열린 세계 평화 기념제에서 1000명의 연주자와 20,000명의 성악가로 된 당시 최대 규모의 오케스트라가 등장하였는데, 요한 슈트라우스 2세가 지휘하였다. 관현악단의 규모가 커진다는 것은 비용도 증가한다는 것을 뜻한다. 더 이상 국왕의 비호를 받을 수 없었던 여러 관현악단은 부유한 음악 애호가들에게 의존하게 되었다. 그렇기 때문에 관현악단이 유지하는데 필요한 비용을 끌어모을 수 있도록 많은 청중을 수용하기 위하여 더욱 큰 연주회장이 세워졌다.
1840년대에는 대규모 악단이 국내외를 불문하고 연주 여행을 하게 되었다. 이것은 철도의 덕택으로 많은 사람과 화물이 마차보다 빨리 이동할 수 있었기 때문이다. 따라서 지방 사람들도 도시에서 오랫동안 즐기던 음악을 향유할 수 있었다. 그리하여 음악에 대한 관심이 살아나게 되었고, 유럽의 여러 마을에서 아마추어 악단과 합창단이 생겼다. 또 교통수단의 발달로 리스트, 파가니니, 멘델스존과 같은 작곡가와 독주자도 지방을 순회하였다.
이로써 이전 세대의 음악이 다시 부활하게 되었다. 18세기에는 그 시대의 음악만을 연주하였지만, 19세기에는 거의 모든 연주회에서 베토벤, 모차르트, 헨델과 같은 세상을 떠난 옛 작곡가의 작품을 들을 수 있었다.

## 유형별 구분
필하모닉 오케스트라(Philharmonic Orchestra)
필하모닉의 어원은 '음악 애호' 또는 '음악 애호가'이며, 약 19세기부터 음악 애호가들이 주축이 되거나 주요 직위를 맡아 창립시킨 '필하모닉 협회(philharmonic society)'의 산하 관현악단으로 창단된 악단들을 기본적으로 일컫는다. 그러나 개중에는 국립 혹은 시립 관현악단 가운데에도 필하모닉 오케스트라라는 호칭을 사용하고 있는 악단들이 있으며, 바르샤바 국립 필하모닉 오케스트라와 헝가리 국립 필하모닉 오케스트라, 중국 필하모닉 오케스트라가 그 예이다. 일본에서 쓰고 있는 것처럼 약칭을 '필' 로 해서 '베를린 필' 이나 '뉴욕 필' 등으로 줄여 부르기도 한다.
교향악단 (심포니 오케스트라)(Symphony Orchestra)
19세기 들어 지불 능력이 있는 청중들에게 입장료를 받고 극장 등에서 개최하는 연주회 문화가 일반화되기 시작했는데, 공연의 중심 곡목은 대부분 교향곡이었다. 이러한 교향곡의 비중이 악단 명칭의 표기에도 영향을 미친 경우이며, 교향곡(symphony)과 관현악단(orchestra)의 합성어이다.
실내 관현악단 (체임버 오케스트라)(Chamber Orchestra)
교향악단과 마찬가지로 실내악(chamber music)과 관현악단(orchestra)의 합성어로, 어원에서 알 수 있듯이 비교적 소규모로 편성되어 작은 크기의 공연장에서 주로 연주하는 관현악단을 일컫는다. 필하모닉 오케스트라나 교향악단 등 정규 관현악단이 대개 70~120명의 연주자들로 구성되어 있는 데 반해, 적게는 10여 명에서 많게는 30~50명 가량의 인원으로 구성된다.
바이올린족 현악기들로만 편성되는 현악 합주단 중에도 실내 관현악단 명칭을 쓰는 단체도 있으며, 오르페우스 실내 관현악단을 비롯한 몇몇 악단들은 지휘자 없이 활동하는 경우도 있다. 명칭에 필하모닉이나 심포니가 같이 표기되는 경우도 있으며, 이러한 형태의 악단들은 대개 대규모 관현악단의 단원들이 모여 결성한 경우가 많다. 체코 필하모닉 오케스트라의 단원들이 주축이 된 체코 필하모닉 실내 관현악단을 예로 들 수 있다.
오페라 관현악단(Opera Orchestra)
오페라나 발레 등의 무대작품 공연 때는 대개 무대와 객석 사이에 위치한 공간인 오케스트라 피트(orchestra pit)에서 연주하는 관현악단이 반주로 따라붙는데, 이러한 형태로 주로 활동하는 관현악단을 지칭한다. 대부분 해당 오페라단이나 오페라극장 전속인 경우가 많다. 피트 내 공간이 무대보다 좁은 극장들이 많기 때문에, 현악 주자들의 숫자가 다른 정규 편성의 관현악단보다 적은 경우도 있다.
오페라단의 비시즌기에는 관현악단 단독 혹은 합창단과 함께 연주회를 개최하는 경우도 있으며, 빈 필하모닉 오케스트라같이 빈 국립오페라 관현악단의 단원들이 자발적으로 연주회용 악단을 결성해 활동하는 경우도 있다. 반대로 연주회 전문 관현악단인 베를린 필하모닉 오케스트라의 경우에는 잘츠부르크 부활절 음악제에서 오페라 관현악단의 역할을 맡기도 한다.
청소년 관현악단(Youth Orchestra)
명칭대로 성인이 아닌 청소년들이 주축이 되어 구성되는 관현악단이다. 악단에 따라 필하모닉이나 심포니 등의 명칭을 병기하기도 하며, 소규모인 경우 실내 관현악단 명칭이 병기되기도 한다. 법적으로는 성인이지만 대학생 신분의 연주자들이 주축이 되는 악단도 청소년 교향악단에 포함시키고 있다. 독일 청소년 필하모닉 오케스트라나 구스타프 말러 청소년 관현악단, 베네수엘라 시몬 볼리바르 청소년 관현악단, 서동시집 관현악단, 서울시 유스 오케스트라 등이 있다.
그 외
필하모닉이나 교향악단 등의 명칭을 쓰지 않는 대신 상주 공연장 명칭을 악단의 이름에 같이 사용하는 경우도 있으며, 왕립 콘서트허바우 관현악단이나 라이프치히 게반트하우스 관현악단, 베를린 콘체르트하우스 관현악단, 취리히 톤할레 관현악단이 그 대표적인 예이다. 더 단순하게 지역 명칭과 관현악단 두 단어만으로 표기하기도 하며, 파리 관현악단이나 필라델피아 오케스트라, 클리블랜드 오케스트라, 미네소타 오케스트라 등을 예로 들 수 있다.
독일의 경우 관현악단에 일반적으로 사용되는 명사인 'Orchester' 가 아닌 'Kapelle'를 쓰는 경우도 있는데, 이는 주로 고전시대 이전에 왕이나 황제 등 군주들이 자신들의 직속 악단으로 거느리던 '궁정악단(Hofkapelle)'에서 파생된 것이다. 예로 베를린 국립 관현악단이나 드레스덴 국립 관현악단, 바이마르 국립 관현악단 등이 있다. 이외에도 관현악단 명사를 생략하고 '필하모닉' 혹은 '심포니'만으로 정식 명칭을 정해 활동하는 악단들도 있으며, 뉴욕 필하모닉이나 로스앤젤레스 필하모닉, 샌프란시스코 심포니 등을 대표적인 예로 들 수 있다.
단원들이 정단원이 아니거나, 정단원보다 임시로 편성되는 단원들이 많은 임시 관현악단들도 있으며, 이러한 형태의 악단들은 대개 영화음악의 녹음이나 음악제 등의 행사를 위해 일시적으로 결성되는 경우가 많다. 영화음악용 악단들은 이름없이 단순한 '오케스트라'라고 표기되거나 '스튜디오 관현악단(Studio Orchestra)' 혹은 '세션 관현악단(Session Orchestra)'이라는 명칭으로 표기되기도 한다.
음악제 등을 위해 창단되는 악단은 해당 음악제의 이름을 사용하기도 하며, 매년 여름에 바그너의 오페라 작품들을 전문적으로 공연하는 바이로이트 축제 관현악단을 대표적인 예로 들 수 있다. 이외에도 오자와 세이지가 마츠모토 음악제를 위해 창단한 사이토 기념 관현악단이나 정명훈이 아시아 연주자들을 모아 창단한 아시아 필하모닉 오케스트라도 비상설 관현악단의 예로 들 수 있다.
살롱/재즈/팝스 오케스트라
19세기 말에서 20세기 초에 걸쳐서는 상류 계층들의 살롱 문화가 유행하면서 살롱이나 카페 등 비교적 소규모 공간에서 공연하기 위한 목적의 악단들이 많이 활동했는데, 활동 인원이나 편제 등으로 엄밀히 보았을 때는 실내악단의 범주에 속한다. 그러나 많은 악단들이 '살롱 오케스트라(Salon Orchestra)'이라는 이름으로 활동했으며, 미국에서 유입된 재즈나 블루스 등의 영향으로 빅밴드를 모방한 악단이 생겼을 때에도 관현악단이라는 명칭을 사용하기도 했다. 지금도 유럽 뿐 아니라 미국에서도 '재즈 오케스트라(Jazz Orchestra)'라는 명칭의 빅밴드를 찾아볼 수 있다.
20세기 들어 클래식 외에도 팝이나 영화음악, 재즈 등 여러 장르의 대중적인 레퍼토리를 곡목으로 삼아 팝스 콘서트가 열리게 되었고, 이러한 음악회를 위해 '팝스 오케스트라(Pops Orchestra)' 도 활동하고 있다. 팝스 오케스트라는 독립 단체로 활동하거나 기존 관현악단들이 팝스 시즌에 이름을 바꾸어 활동하는 경우가 많으며, 보스턴 교향악단의 단원들이 주축이 되는 보스턴 팝스 오케스트라와 헐리우드에서 영화음악 녹음을 위한 임시 악단의 단원들로 주로 활동하는 프리랜서 연주자들을 고용해 편성하는 헐리우드 보울 오케스트라 등이 유명하다.
동양권 국가의 전통음악 관현악단
중국이나 한국 등 동양권 국가들에서는 서양 관현악의 배치법과 연주 형식에 영향을 받아 자국의 전통 악기 연주자들을 중심으로 관현악단을 조직해 연주 활동을 하고 있으며, 이 경우에는 '민족 관현악단' 이나 '국악관현악단' 등의 명칭으로 서양식 악단과 구분하고 있다. 중국에서는 이러한 형태의 악단을 영어로 'Chinese Orchestra'라고 표기하고 있으며, 중국 외에도 싱가포르나 말레이시아 등지의 화교 음악인들이 비슷한 악기 구성과 편성으로 창단한 악단들도 많이 따르고 있다.
한국에서는 아직 영어 명칭에 대한 합의점이 마련되어 있지 않고 있으며, 국립국악관현악단의 'National Orchestra of Korea' 같이 특별히 전통음악이라는 명칭을 사용하지 않거나 KBS 국악관현악단의 'KBS Traditional Music Orchestra' 같이 전통음악 악단임을 강조하는 영문 표기 양자가 공존하는 형태로 지속되고 있다. 조선민주주의인민공화국에서는 자국에서 개량한 민족악기를 주로 사용하는 민족 관현악단 외에 민족악기와 서양악기를 혼합해 편성하는 '배합관현악'이라는 형태의 악단이 많이 활동하고 있으나, 이 경우에도 영어 표기시 단순히 'orchestra'라는 단어만을 사용해 특별히 배합관현악이라는 점을 강조하지는 않고 있다.

## 소속별 구분
개인 혹은 민간 단체가 운영하는 관현악단 외에도 국가나 지방 자치 단체 등에서 운영하는 악단들의 경우에는 대개 국립(National/State)이나 왕립(Royal), 시립(Civic/City of~/Municipal), 주립(State), 도립(Provincial) 등의 명칭이 추가로 붙는 경우가 많다. 그러나 로열 필하모닉 오케스트라의 경우에는 명칭처럼 왕립 악단은 아니며, 로열 필하모닉 협회라는 음악 단체의 이름을 빌려 창단했을 뿐이다. 반대로 소속을 표기하지 않는 경우도 종종 있다.
방송국 혹은 언론사 소속의 관현악단들도 해당 방송국이나 언론사의 명칭을 같이 사용하며, 바이에른 방송 교향악단이나 북독일 방송 교향악단, KBS 교향악단, 요미우리 일본 교향악단 등을 예로 들 수 있다. 과거 사회주의 국가였던 러시아의 경우에는 국립 가운데에도 대통령 직속(Presidential)의 러시아 대통령 관현악단이나 구 소련 시절 활동하던 문화성(Ministry of Culture) 소속의 소련 문화성 교향악단(현 러시아 국립 카펠라 교향악단) 같은 좀 더 세분화된 분류를 사용하기도 한다.

## 분류상의 문제점
관현악단을 흔히 '교향악단' 과 동일한 개념의 단어로 취급하는 경우가 종종 있으나, 유형별 구분에서 서술한 바와 같이 양자는 명확히 구별되어야 할 성격의 단어이다. 그러나 두 단어가 혼용 또는 오용되어 혼란을 조장하는 경우가 더러 있었는데, 일본의 영향을 받은 한국에서도 마찬가지로 이러한 오용 사례를 찾아볼 수 있다.
일본에서는 일본 필하모닉 오케스트라가 일본 필하모니 교향악단(Japan Philharmonic Symphony Orchestra)이라는 2중 표기를 사용한 적이 있으며, 한국에서도 베를린 필하모닉 오케스트라를 '베를린 필하모니 교향악단'이라는 식으로 번역한 사례가 존재한다. 북한에서도 2008년에 뉴욕 필하모닉이 평양을 방문했을 때 '뉴욕 교향악단'이라는 번역 명칭을 사용하기도 했다.
서울 시립 교향악단의 경우에는 한국어 명칭은 시립 교향악단인데도 불구하고 영어 명칭을 'Seoul Philharmonic Orchestra' 로 사용하면서 같은 영어 명칭을 사용하는 민간 악단인 서울 필하모닉 오케스트라와 법정 소송 사태를 겪기도 했다. 이외에도 부산 시립 교향악단이나 대전 시립 교향악단 등 여타 시립 악단들의 경우에도 이러한 2중 표기를 계속 사용하고 있다.
물론 이러한 2중 표기 혹은 오역의 근원은 뉴욕 필하모닉이 뉴욕 필하모닉 교향악단이라는 명칭으로 활동했던 데에서 찾아볼 수도 있으나, 이 경우에는 뉴욕 필이 뉴욕 교향악단을 흡수 합병했을 때 그 사실을 알리기 위해 사용한 것이므로 주의할 필요가 있다.
이외에도 한국에서는 한동안 필하모닉 오케스트라와 교향악단의 차이점에 대해 공연 입장료의 차이나 초빙하는 독주자의 명성, 청중들의 재력 등을 기준으로 평가한다는 식의 기준이 제시되어 논란을 빚기도 했는데, 영국의 런던 교향악단에서 보듯 교향악단이 필하모닉 오케스트라보다 무조건 열등하거나 뒤떨어지는 것은 절대 아니다. 사회주의 국가들의 경우에는 소수의 부르주아들이 중심이 된다는 인상을 주는 필하모닉 오케스트라라는 호칭 대신 교향악단이라는 명칭을 자국의 1급 악단들에도 많이 사용했다.
러시아의 경우에는 약칭으로 '필하모닉 오케스트라'라고 부르는 악단이라도 정식 명칭에 '교향악단' 을 중복 사용하는 경우를 볼 수 있는데, 모스크바 필하모닉 오케스트라나 상트페테르부르크 필하모닉 오케스트라가 그 예이다. 그러나 소련 붕괴 후 창단된 악단들 가운데에는 이러한 2중 표기의 모호함을 가중시키는 비슷한 명칭의 악단들이 많아 공연 개최나 음반 발매시 혼란을 주고 있으며, 개중에는 유명 악단과 이름이 비슷하다는 점을 악용해 사기 행각을 벌이는 사례도 생기고 있어 주의를 요하고 있다. 모스크바 필하모닉 오케스트라의 경우, 공식 명칭을 써보면 'Академический симфонический оркестр Московской филармонии', 즉 '모스크바 필하모닉 아카데미 교향악단' 이 된다.

## 세계의 유명 관현악단

### 독일
- 베를린 필하모닉 오케스트라
- 베를린 콘체르트하우스 오케스트라
- 베를린 도이치 교향악단
- 베를린 국립 관현악단
- 라이프치히 게반트하우스 관현악단
- 드레스덴 국립 관현악단
- 뮌헨 필하모닉 오케스트라
- 바이에른 방송 교향악단
- 북독일 방송 교향악단
- 슈투트가르트 남서독일 방송 교향악단
- 바덴바덴과 프라이부르크 남서독일 방송 교향악단
- 밤베르크 교향악단
- 쾰른 서부독일 방송 교향악단
- 쾰른 필하모닉 오케스트라
- 뮌헨 바흐 오케스트라

### 오스트리아
- 빈 교향악단
- 빈 필하모닉 오케스트라

### 미국
- 뉴욕 필하모닉
- 보스턴 교향악단
- 시카고 교향악단
- 클리블랜드 오케스트라
- 필라델피아 오케스트라
- 샌프란시스코 심포니
- 디트로이트 교향악단
- 로스앤젤레스 필하모닉
- 미네소타 오케스트라

### 네덜란드
- 왕립 콘서트허바우 관현악단
- 로테르담 필하모닉 오케스트라

### 스위스
- 스위스 로망드 관현악단

### 영국
- 런던 교향악단
- 런던 필하모닉 오케스트라
- BBC 교향악단
- 로열 필하모닉 오케스트라
- 필하모니아 오케스트라
- 할레 관현악단
- 로열 리버풀 필하모닉 오케스트라
- 로열 스코티시 내셔널 오케스트라

### 프랑스
- 파리 관현악단
- 프랑스 국립 관현악단
- 라디오 프랑스 필하모닉 오케스트라

### 폴란드
- 바르샤바 국립 필하모닉 오케스트라

### 체코
- 체코 필하모닉 오케스트라

### 슬로바키아
- 슬로바키아 필하모닉 오케스트라
- 슬로바키아 방송 교향악단

### 헝가리
- 헝가리 국립 필하모닉 오케스트라
- 부다페스트 축제 관현악단

### 러시아
- 러시아 국립 교향악단
- 러시아 내셔널 오케스트라
- 상트페테르부르크 필하모닉 오케스트라
- 모스크바 방송 차이콥스키 교향악단
- 모스크바 필하모닉 오케스트라

### 스웨덴
- 스톡홀름 왕립 필하모닉 오케스트라
- 스웨덴 방송 교향악단
- 예테보리 교향악단

### 노르웨이
- 오슬로 필하모닉 오케스트라

### 핀란드
- 헬싱키 필하모닉 오케스트라
- 핀란드 방송 교향악단

### 덴마크
- 덴마크 방송 교향악단
- 코펜하겐 필하모닉 오케스트라

### 스페인
- 스페인 국립 관현악단

### 조선민주주의인민공화국
- 조선국립교향악단
- 윤이상관현악단
- 은하수관현악단

## 한국의 관현악단
- 부산로얄필하모니 오케스트라
- 톤 필하모닉 오케스트라
- 강남 심포니 오케스트라
- 강릉 시립 교향악단
- 경기 필하모닉 오케스트라
- 경북 도립 교향악단
- 경산 시립 교향악단
- 과천 시립 교향악단
- 광주 시립 교향악단
- 군산 시립 교향악단
- 군포 프라임 필하모닉 오케스트라
- 고양 필하모닉 오케스트라
- 김천 시립 교향악단
- 김포 필하모닉 오케스트라
- 대구 시립 교향악단
- 대전 시립 교향악단
- 마산 시립 교향악단
- 모스틀리 필하모닉 오케스트라
- 목포 시립 교향악단
- 부산 시립 교향악단
- 부천 필하모닉 오케스트라
- 서울시립교향악단
- 서울시 유스 오케스트라
- 서울필하모닉오케스트라
- 성남 시립 교향악단
- 수원 시립 교향악단
- 양주 시립 교향악단
- 울산 시립 교향악단
- 유라시안 필하모닉 오케스트라
- 원주 시립 교향악단
- 인천 시립 교향악단
- 전주 시립 교향악단
- 정읍 시립 교향악단
- 도립 제주 교향악단
- 진주 시립 교향악단
- 창원 시립 교향악단
- 청주 시립 교향악단
- 춘천 시립 교향악단
- 충남 교향악단
- 충북 도립 교향악단
- KBS 교향악단
- 코리아 네오 심포니 오케스트라
- 코리안 심포니 오케스트라
- 포항 시립 교향악단
- 프라임 필하모닉 오케스트라
- 한국 대학생 연합 오케스트라
- 함신익과 심포니 송

## 같이 보기
- 리듬 섹션
- 현악 합주단

## 참고 문헌
- Wade-Matthews, Max (2004년 10월 25일). 《세계의 악기 백과 사전》. 서울: 교학사. 89-09-09735-3.